# Éowyn
Éowyn é uma personagem fictícia nas obras de J. R. R. Tolkien, que aparece na sua obra mais famosa, O Senhor dos Anéis. Ela é uma mulher humana nobre de Rohan, que é descrita como uma donzela escudeira ou mulher guerreira. No início da Quarta Era, casou-se com Faramir, Príncipe de Ithilien e Regente de Gondor.

## Literatura
Em As Duas Torres, Éowyn, uma filha da Casa de Eorl e sobrinha do Rei Théoden, é introduzida no Meduseld, salão do rei em Edoras. Ela era filha de Théodwyn (irmã de Théoden) e Éomund, e a irmã de Éomer. Quando ela tinha apenas sete anos de idade, seu pai foi morto lutando contra Orcs e sua mãe morreu de desgosto. Éowyn e Éomer foram criados na casa de seu tio, como se fossem seus próprios filhos. Tolkien escreveu que ela desejava ganhar renome no campo de batalha — especialmente desde que ela tinha se tornado uma nobre — mas era uma mulher, suas funções foram contadas para estar em Edoras. Quando a mente de Théoden foi envenenada por seu conselheiro Gríma, Língua de Cobra, Éowyn foi obrigada a cuidar de seu tio, e sua deterioração lhe doía profundamente. Para piorar a situação, ela foi constantemente assediada por Gríma, que a cobiçava. No entanto, quando Gandalf chegou, ele libertou Théoden da influência do Língua de Cobra. Éowyn se apaixonou por Aragorn, mas logo ficou claro que ele não poderia corresponder seu amor (embora não tenha mencionado seu noivado com Arwen, exceto por alusão indireta), e não permitiria que ela se juntasse a ele para ir à guerra. Como Aragorn apontou, seu dever era com o seu povo; ela teve que assumir a responsabilidade de governar Rohan no lugar de Théoden quando o hospedeiro-guerra de Rohan foi para a guerra, um dever que ele considerava não menos valente. Comparando sua situação a uma "gaiola", Éowyn disse temer
"... ficar atrás de grades, até que o hábito e a velhice as aceitem e todas as oportunidades de realizar grandes feitos estejam além de qualquer lembrança ou desejo."
Em The Return of the King, ela se disfarçou de homem e sob o pseudônimo de Dernhelm, viajou com os cavaleiros de Rohan para a Batalha dos Campos de Pelennor fora da Cidade Branca de Minas Tirith em Gondor, carregando com ela Merry Brandebuque, que também tinha sido condenado a ficar para trás, em seu cavalo Windfola. Durante a batalha dos Campos de Pelennor, ela confrontou o Rei-bruxo de Angmar, Senhor dos Nazgûl, depois de Théoden ficar ferido. O Rei Bruxo ameaçou "dar [ela] longe para as casas de lamentação, além de todas as trevas, onde a carne [dela] será consumida, e [sua] mente atrofiada ficando nua ao Olho sem Pálpebra". O Rei Bruxo ostentava ainda que "nenhum homem vivo pode me matar", referindo-se a profecia de 1000 anos do Lorde-Elfo Glorfindel, predizendo que o Rei Bruxo não cairia "pela mão do homem". Éowyn então tirou o capacete e declarou:
"Mas não sou nenhum homem mortal! Você está olhando para uma mulher! Sou Éowyn, filha de Éomund. Você está se interpondo entre mim e meu senhor, que também é meu parente. Suma daqui, se não for mortal! Pois seja vivo ou morto-vivo obscuro, vou golpeá-lo se tocar nele!"
O Rei Bruxo a atacou com sua montaria, mas ela o matou com sua espada. Ele, então, quebrou seu escudo e seu escudo-de-braço com sua maça, mas foi distraído por Merry, que o esfaqueou atrás do joelho com uma espada encantada com magia contra ele. Aproveita a oportunidade para atacar o Rei Bruxo com um golpe de morte "entre a coroa e o manto". Então, como a espada quebrada, sua forma fulminante entra em colapso e ele desaparece com um grito final de angústia. Éowyn logo desmaiou de dor no braço, e foi dada como morta até que o Príncipe Imrahil de Dol Amroth percebeu que ela ainda estava viva. Foi trazida para as Casas de Cura, pairando perto da morte dos efeitos por ter atingido o Rei Bruxo. Lá Éowyn conheceu Faramir, com quem logo se apaixonou. Sua perspectiva de vida também mudou:
Então o coração de Éowyn mudou, ou então finalmente ela entendeu... ...'Eu já não serei uma guerreira, nem competir com as grandes Cavaleiros, nem levar alegria só nas canções de assassinato. Eu serei uma curandeira, e amar todas as coisas que crescem e não são estéreis."
Após o fim de Sauron, Éowyn e Faramir se casaram e se estabeleceram em Ithilien, onde Faramir foi feito Príncipe reinante pelo Rei Elessar (o nome com o qual Aragorn ascendeu ao trono do Reino Reunido). Tiveram pelo menos um filho (Elboron), e seu neto foi Barahir, que escreveu O Conto de Aragorn e Arwen, na Quarta Era.

### Características
Éowyn é descrita como uma bela mulher; é alta, magra, pálida, e graciosa, com longos cabelos dourados e olhos cinzentos. Em temperamento era idealista, espirituosa, corajosa e magnânima, mas muito solitária, sacrificou sua própria felicidade por anos para cuidar de seu tio doente e cumprir as responsabilidades de um donzela escudeira.

### Nomes e títulos
No inglês antigo (a língua que Tolkien usou para representar sua língua inventada de rohírrico), a palavra eoh (ou eh) significa "cavalo de guerra, carregador", enquanto wyn significa "alegria, prazer" (além disso, alguns exemplos de texto dentro do Bosworth e Toller traduzem wyn como "alegria, feliz"). Portanto, mesmo que tal palavra não apareça no dicionário de inglês antigo, o nome Éowyn pode ser entendida como "carregador agradável". A primeira sílaba de Éowyn soa como "eh-oh," com o "oh" mal pronunciado. Como em escandinavo ou finlandês, o y na segunda sílaba é o mesmo som que a letra alemã ü ou o u francês.
Tolkien manteve Éowyn como o nome da personagem quando este não era o seu nome real. Seu nome verdadeiro em rohírrico não é dado, mas, assim como Éomer e Éomund, teria começado com o elemento Lô- ou Loh-, que significa "cavalo", que representava com inglês antigo Eoh-. Embora ela nunca tenha  levado o título de princesa, era sobrinha de um rei de Rohan e irmã de outro, assim como a esposa de um príncipe gondoriano.